# Ламінарія пальчаста
Ламінарія пальчаста (лат. Laminaria digitata, Laminaria japonica — морська водорість) — вид бурих водоростей (Phaeophyceae), широко поширений у Північній Америці та Європі. Широко використовується у фармакології.

## Ареал
Ареал L. digitata охоплює північно-західну Атлантику від Гренландії і Гудзонової затоки на півночі до Кейп-Коду і Нью-Йорка на півдні. Також у північно-східній Атлантиці від Ісландії і Карського моря в Росії на південь до Бретані у Франції. Є звичайним видом вздовж берегів Британських островів крім великої частини східного узбережжя Англії.

## Використання у фармакології
Із стебла ламінарії виготовляються так звані Палички ламінарії, які являють собою натуральні розширювачі у вигляді щільних негнучких паличок завдовжки 5-6 см, товщиною від 2 до 10 мм, які збільшуються в поперечному розмірі в 3-4 рази, за рахунок вбирання рідини.
Палички ламінарії застосовуються в гінекології і призначені для розширення цервікального каналу шийки матки перед пологами, абортом, гістероскопією.

### Показання для застосування паличок ламінарій
1. Підготовка шийки матки до пологів, особливо у жінок, які потребують дострокове переривання вагітності при не готовій до пологів шийці матки.
2. Для підготовки до пологів у жінок з ускладненим перебігом вагітності (гестоз, гіпотрофія плода, антенатальна загибель плода, резус-конфлікт).
3. Розширення шийки матки перед внутрішньоматковими втручаннями (абортом, гістероскопією).
4. Підготовка шийки матки до переривання вагітності в пізніх термінах.

### Протипоказання
Абсолютно протипоказано застосування ламінарій при явищах кольпіту і цервіцитів (запалення вагіни та цервікального каналу). У цих випадках необхідна попередня санація.

### Механізм дії
Розширення цервікального каналу паличкою ламінарії відбувається внаслідок її розбухання у цервікальному каналі і впливу на стінки каналу при збільшенні поперечних розмірів палички. Механізм дії палички ламінарії обумовлений не тільки її механічними властивостями, пов'язаними з високою гігроскопічністю, але й стимуляцією локального виділення ендогенних простагландинів. Поступовий механічний та біохімічний вплив палички ламінарії призводить до швидкого дбайливого «дозрівання» шийки матки. Процес розширення цервікального каналу повністю контрольований і керований.